# 이미터-결합 논리

모토롤라 ECL 10,000 기본 게이트 회로

이미터-결합 논리(영어: emitter-coupled logic, ECL)는 고속 동작하는 논리 소자로 BJT 집적회로이다. 이미터-결합 논리 소자는 차동 증폭기 구조를 이용하며, 차동 증폭기의 쌍입력 중 한쪽은 외부 논리 입력으로 사용하고 반대쪽 한개는 제한적 전류를 되도록 내부에서 입력된다. 이것은 BJT가 완전한 포화모드로 동작하지 않도록 이미터 전류를 제한하여 빠른 논리 전환이 가능하게 한다.
차동증폭기를 이용하므로 전원은 양전압과 음전압 전원 2개가 필요하다.

## 같이 보기
- 디지털 회로
- 다이오드 논리 (DL)
- 저항-트랜지스터 논리 (RTL)
- 다이오드-트랜지스터 논리 (DTL)
- 트랜지스터-트랜지스터 논리 (TTL)